# Danny Lee (squash)
Pour les articles homonymes, voir Danny Lee et Lee.
Danny Lee, né le 6 février 1962 à Redhill, est un joueur professionnel de squash représentant l'Angleterre. Il atteint en mai 1985 la 30e place mondiale sur le circuit international, son meilleur classement.

## Biographie
Au cours de ses années juniors, il joué pour l'équipe nationale anglaise à plusieurs reprises. De 1982 à 1986, il a joué à cinq reprises consécutives les championnats du monde. Sa meilleure performance est les huitièmes de finale en 1984 et 1986.
Danny Lee commence à organiser des tournois de squash et à mettre sur pied un programme d'entraînement pour les juniors dans le Surrey au cours de sa carrière, qui est marquée par des problèmes de santé. Après avoir terminé sa carrière de joueur, il pousse ce travail encore plus loin. Il est notamment responsable du St George's Hill Open en tant que directeur du tournoi depuis 2015. Il a trois enfants qui jouent tous au squash. Alors que sa fille joue au niveau du comté, ses fils Joe et Charlie sont actifs au niveau professionnel.